# Driekus Jansen van Galen
Hendrikus Jan (Driekus) Jansen van Galen (Arnhem, 13 mei 1871 – Haarlem, 12 juli 1949) was een Nederlands beeldhouwer en ontwerper.

## Leven en werk
Jansen van Galen was een zoon van metselaar Hendrikus Johannes Gerrit Jansen van Galen en Johanna Martina van Essen. Hij groeide op in Amsterdam, waar het gezin vanaf 1876 woonde. Hij werd opgeleid aan de Tekenschool voor Kunstambachten van de Nederlandsche Maatschappij der bevordering van Nijverheid, onder directeur Jan Visser jr. Na zijn huwelijk in 1893 met Maria Worst (1866-1936) woonden zij in Haarlem en vanaf 1896 in Amsterdam.
Jansen van Galen was uitvoerder voor onder anderen Rien Hack en maakte bouwbeeldhouwwerk en houtsnijwerk in opdracht van diverse architecten, onder wie Jan Gratama en Piet Kramer. Daarnaast ontwierp hij serviezen, gebruiksvoorwerpen en kleine mens- en dierfiguren voor de glasfabriek Leerdam, Petrus Regout, Goedewaagen, plateelbakkerij Zuid-Holland en plateelbakkerij Ram.
Hij was lid van de Nederlandse Kring van Beeldhouwers, de Nederlandschen Bond voor Kunst in Industrie (BKI) en Sint Lucas en nam geregeld deel aan exposities. Tijdens de internationale bloemententoonstelling in Heemstede (1925) werd door het Nederlandsch Kunstverbond een wedstrijd voor tuinbeelden gehouden. Hendrik Chabot en Johan Polet behaalden resp. de eerste en tweede plaats, Jansen van Galen werd derde met zijn tuinbeeld van Roodkapje. Tijdens de Tweede Wereldoorlog sloot Jansen van Galen zich aan bij de Nederlandsche Kultuurkamer, waardoor hij kon blijven exposeren.
De beeldhouwer woonde tot zijn overlijden in 1949 in Amsterdam, hij overleed echter in het Sint Johannes de Deoziekenhuis in Haarlem.

## Werken (selectie)
- 1918 gevelstenen (parkieten en aapjes), Zwanenplein, Amsterdam
- 1924 Mobilisatiekruis 1914-1918. Hetzelfde ontwerp werd gebruikt voor het Witte Mobilisatiekruis 1914-1918 (1927) en het Kruis van Verdienste van de Nationale Bond "Het Mobilisatiekruis 1914-1918" (1939).
- ca. 1924 bronzen sculptuur op trappaal van kleuterschool 'De Blauwe Reiger', Agamemnonstraat/Stadionkade, Amsterdam
- 1925 zandstenen reliëfs 'Moed', 'Overleg', 'Trouw' en 'Beleid' voor het Tellegen-monument, Coöperatiehof, Amsterdam. Het monument was ontworpen door architect Piet Kramer, Chris van der Hoef maakte het bronzen portret van de burgemeester.
- 1925 houtsnijwerk voor De Bijenkorf (Den Haag)
- 1925-1926 houtsnijwerk voor drie deuren van de burgemeesterskamer met daarop voorstellingen van de 'scheepvaart', 'nijverheid' en 'kunst en wetenschap', een voorstelling van een schrijver voor de deur van de gemeentesecretaris en beeldhouwwerk in de kamers van de wethouders van volkshuisvesting en openbare gezondheid in de uitbreiding stadhuis Amsterdam aan de Oudezijds Voorburgwal[3][6]
- 1927 theeservies in zwart en geel voor plateelbakkerij Ram, Arnhem
- 1928 beeld Harmonicaspeler, Apollolaan/Beethovenstraat, Amsterdam.[7] Het beeld werd in 1942 vernield (onthoofd).
- 1929 viaductversiering Ringspoorweg/Amstelveenseweg, Amsterdam
- 1932 zelfportret in steen
- 1937 thee- en ontbijtserviezen Karin voor Goedewaagen, Gouda

## Galerij

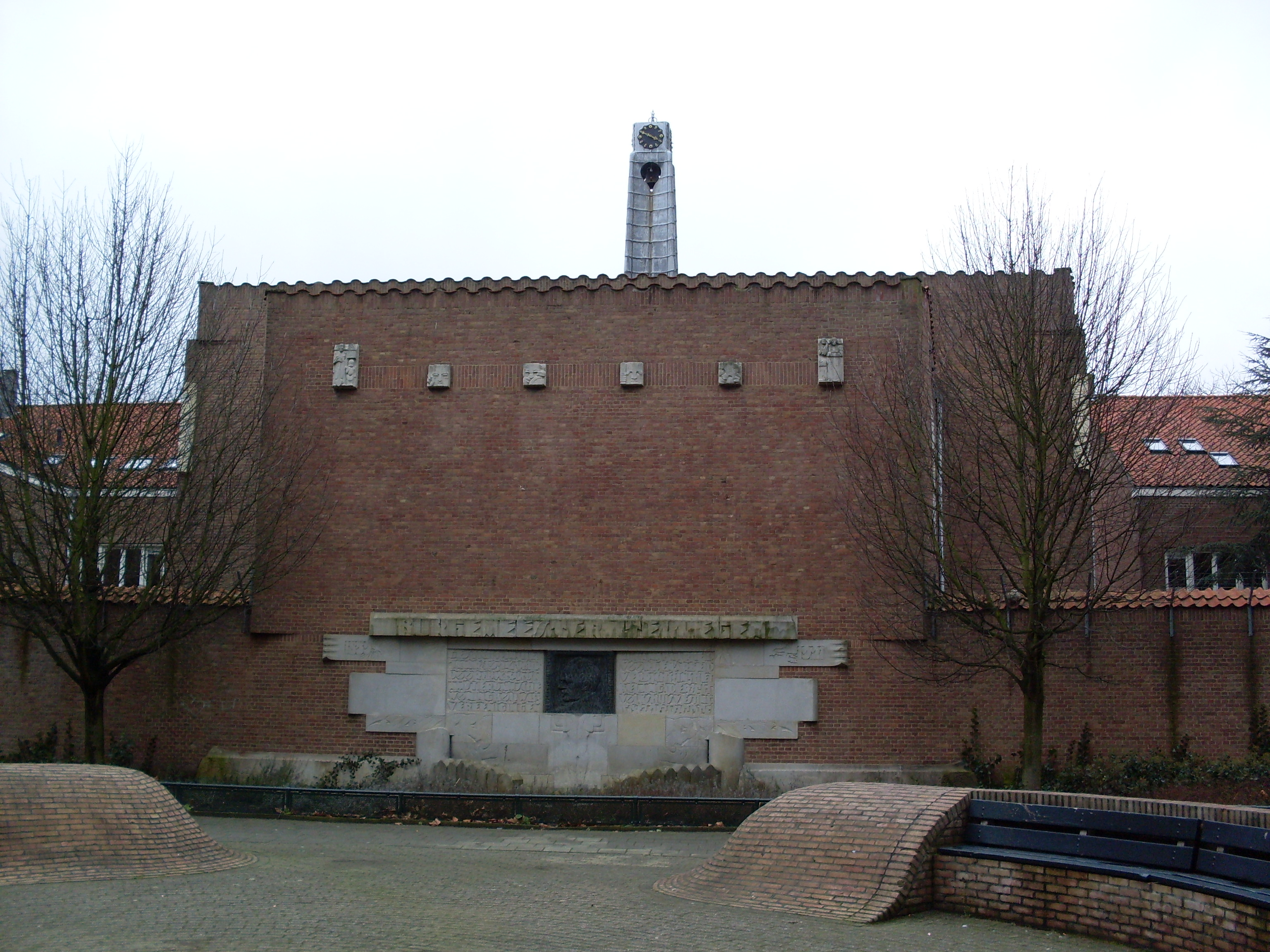
Tellegen-monument
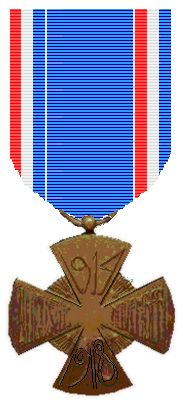
Mobilisatiekruis
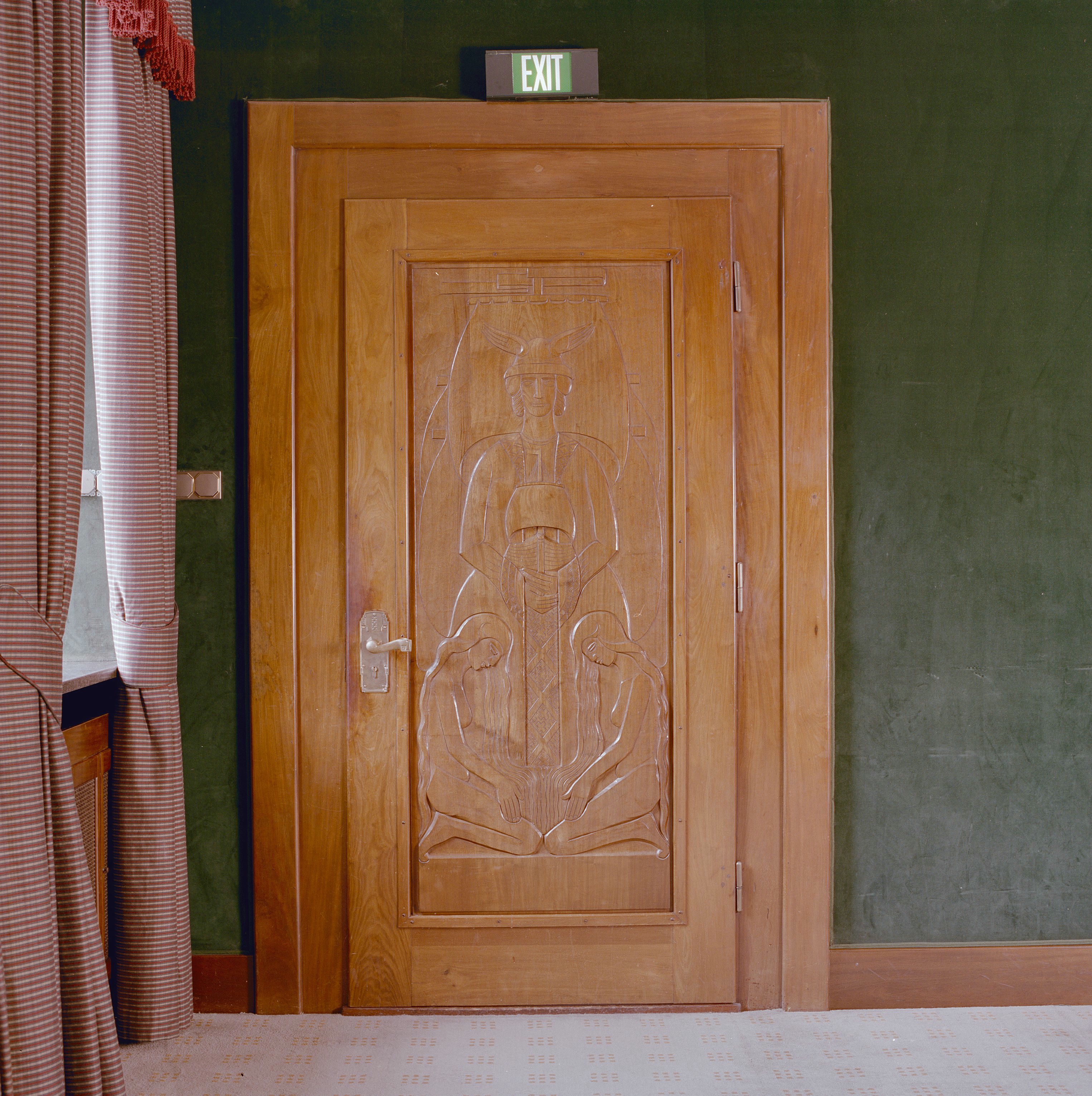
Scheepvaart